# Aero A-10
Aero A-10 – czechosłowacki samolot pasażerski z okresu międzywojennego, pierwszy komercyjny samolot produkowany w Czechosłowacji.

## Historia

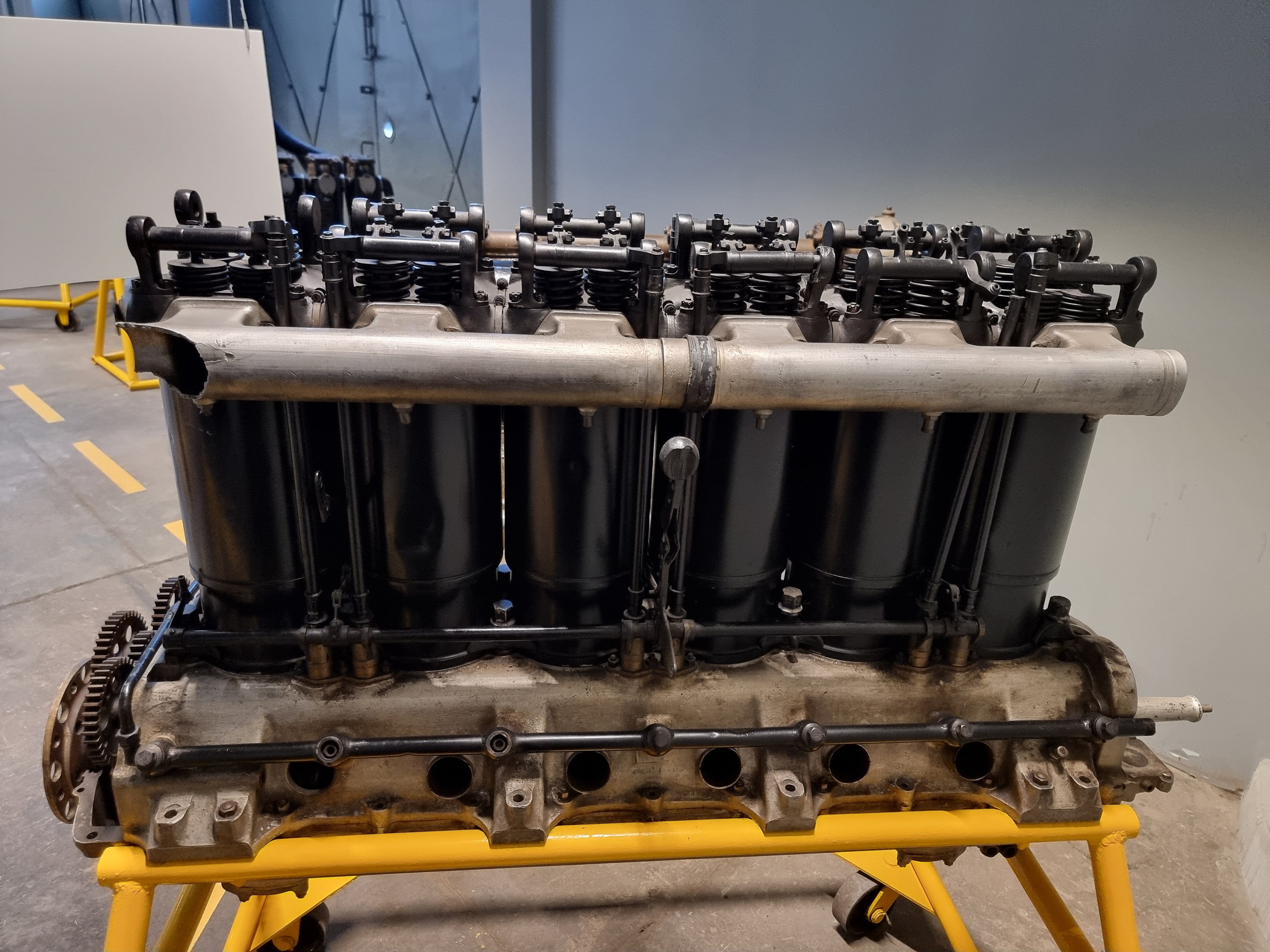
Silnik Maybach Mb IVa eksponowany w MLP w Krakowie

Samolot został opracowany w wytwórni lotniczej Aero przez konstruktora Rudolfa Blasera na zlecenie Czechosłowackiej Spółki Lotniczej (Československá letecká akciová společnost – ČsLAS), która miała wykonywać loty pasażerskie na trasie Praga – Drezno.
Zlecenie przewidywało budowę samolotu pasażerskiego, który mógłby przewozić do 4 pasażerów w lotach na średnich dystansach. Prototyp samolotu spełniającego te warunki został zbudowany pod koniec 1921 roku i otrzymał on oznaczenie A-10, był to dwupłat o konstrukcji drewnianej mogący przewozić w kabinie pasażerskie 3 – 4 pasażerów. Pierwszy lot prototypu nastąpił 3 stycznia 1922 roku, po czym wykonano szereg lotów próbnych, m.in. w grudniu 1922 roku pilot Novak ustanowił na nim rekord kraju w wysokości lotu z ładunkiem 500 kg, wznosząc się na wysokość 5800 m, w 1923 roku wykonano lot z siedemnastoma osobami na pokładzie, na samolocie tym wykonano także lot trwający 5 godzin i 10 minut, co było w tym czasie rekordem Czechosłowacji.
Po tych próbach w związku z bankructwem spółki ČsLAS, 5 samolotów tego typu zmówionych przez spółkę zakupiły powstające w tym czasie Czechosłowackie Linie Lotnicze – ČSA. W latach 1922–1923 zbudowano łącznie 6 samolotów tego typu (wliczając prototyp).

## Użycie w lotnictwie
Samoloty Aero A-10, produkowane seryjnie, od lutego 1923 roku włączone zostały w skład floty lotniczej ČSA i rozpoczęły regularne loty pasażerskie, zazwyczaj na trasie Brno – Bratysława. W ciągu dwóch lat wylatały łącznie 19 878 km, po czym zostały wycofane z użycia. Ostatecznie zostały zezłomowane w 1928 roku.
Natomiast prototyp samolotu A-10 był używany do lotów pokazowych w wytwórni, a także wszystkie rekordy były uzyskane na tym samolocie, wykonał ona także loty długodystansowe m.in. z Pragi do Göteborg na wystawę lotniczą, czy też lot do Jugosławii i z powrotem. W dniu 15 czerwca 1923 roku uległ on katastrofie, nie został już naprawiony i ostatecznie zezłomowano go w 3 listopada 1925 roku.
Jeden z samolotów A-10 Czechosłowackich Linii Lotniczych o nr rej. L-BALB na zlecenie czechosłowackiego Ministerstwa Spraw Wewnętrznych został w 1928 roku przekazany do muzeum, a w 1956 roku po odrestaurowaniu został umieszczony w Muzeum Lotnictwa w Pradze-Kbely.

## Opis techniczny
Samolot Aero A-10 był dwupłatem o konstrukcji drewnianej, kryty płótnem. Dolny płat był połączony z kadłubem, natomiast górny umocowany przy pomocy podpór i linek do dolnego płata. Kabina załogi zakryta. Przedział pasażerski z czterema miejscami był wyposażony w fotele, umieszczony był wewnątrz kadłuba, za przedziałem pasażerskim znajdował się przedział bagażowy. Podwozie klasyczne, stałe. Napęd stanowił jeden silnik rzędowy, 6-cylindrowy, chłodzony cieczą, umieszczony z przodu kadłuba.